# Bistarac Gornji
Bistarac Gornji je naseljeno mjesto u sastavu općine Lukavac, Federacija Bosne i Hercegovine, BiH.

## Zemljopis
Oko Bistarca Gornjeg su Lukavac, jezero Bistarac, rudnici i Bistarac Donji.

## Povijest
Mjesto je prema narodnoj predaji dobilo prema Bistaračkom potoku - Bistarčiću, za koji kažu da je nekad bio izrazito bistar i znatno bogatiji vodom nego danas te da nikad nije presušivao. Na njemu je bilo vodenica. 1533. godine vrela spominju Bistarac kao srednje naseljeno mjesto. Austro-Ugarska je poput glavnine naselja dijelila po vjerskoj osnovi na Katolički odnosno Latinski i Turski, te po toj podjeli popisivala stanovništvo. Bistarac Gornji zvao se Bistarac Turski i pripadali su mu Bistarac Turski,  Brdo,  Delavari,  Dvor i Kalajevo Tursko. Katastarska općina Bistarac obuhvaćala je uz Bistarac Turski i Bistarac Katolički (Latinski) i naselja Plane,  Šići i Mijatovići (Mihatovići), tj. naselja Mihatovići, tada Mijatovići, mahale Hodžići i Mijatovići; Plane, mahale Cigani i Plane; Šići i po popisu iz 1895. godine Bistarac Fabrika, dobar dio današnjeg grada Lukavca. Po popisu iz 1885. ovdje je bilo 203 stanovnika, sve muslimana. Dva su bila vlastelina, age ili begovi.
KPJ je održao u Tuzli i okolici niz javnih skupova protiv skupoće i predizbornih skupova u drugoj polovici 1920. godine, pored ostalih u Bistarcu.
Na zemljovidima se spominje i kao Katolički Bistarac. Prije rata veliki dio Bistarca je rudnik dao iseliti. Na mjestu gdje je danas jezero Bistarac bilo je rimokatoličko groblje i čisto hrvatsko naselje. Stanovnici su se preselili u Lukavac i onaj u predio na ulazu u Lukavac.

## Kultura
Veresika pripada samostanskoj župi sv. Petra i Pavla u Tuzli. U Veresiki se nalazi kapelica. Na Bistarcu Gornjem je rimokatoličko groblje Sv. Mihovil.

## Promet
Željeznička pruga Lukavac - Tuzla.

## Stanovništvo
| Bistarac Gornji    |              |              |              |
| godina popisa      | 1991.        | 1981.        | 1971.        |
| Muslimani          | 460 (37,27%) | 435 (35,53%) | 610 (52,99%) |
| Hrvati             | 439 (35,57%) | 556 (45,42%) | 457 (39,70%) |
| Srbi               | 102 (8,26%)  | 112 (9,15%)  | 74 (6,42%)   |
| Jugoslaveni        | 184 (14,91%) | 103 (8,41%)  | 5 (0,43%)    |
| ostali i nepoznato | 49 (3,97%)   | 18 (1,47%)   | 5 (0,43%)    |
| ukupno             | 1.234        | 1.224        | 1.151        |

## Poznate osobe
- Mons. Petar Tunjić (29. listopada 1937. – 7. veljače 2009. ), rođen od roditelja Ivana i Katarine r. Marković u Bistarcu u župi Lukavcu. Osnovnu školu pohađao je u Bistarcu, srednju u Zagrebu, a teologiju u Đakovu gdje je 29. lipnja 1964. zaređen za svećenika Vrhbosanske nadbiskupije. Tijekom ratnih događanja u Bosni i Hercegovini bio je jedini svećenik na teritoriju Vrhbosanske nadbiskupije koji je cijelo vrijeme rata, kao župnik u Tesliću, ostao na teritoriju RS. Poslije rata župnik Silbe i Premude kod Zadra.[9] Bio je župnik u Tesliću cijelo vrijeme rata, ostavši sa svojim vjernicima u gradu kojega su kontrolirale srpske vojne postrojbe.[10]

## Vanjske poveznice
- RTV Lukavac, Bistarac, Božić 2009., rtvlukavac